# Erik Adolf von Willebrand
Erik Adolf von Willebrand (* 1. Februar 1870 in Vasa; † 12. Dezember 1949 in Pernå) war ein finnischer Internist und Hämatologe. Er ist vor allem bekannt als Namensgeber des Willebrand-Jürgens-Syndroms, einer Bluterkrankheit.

## Biografie
Erik von Willebrand wurde als Kind finnlandschwedischer Eltern im damals zum Russischen Kaiserreich gehörenden Großfürstentum Finnland geboren. Er studierte an der Universität Helsinki Medizin, wo er 1896 zum Arzt approbiert und 1899 mit der Arbeit Zur Kenntnis der Blutveränderungen nach Aderlassen. Eine experimentelle Studie. promoviert wurde. Bluterkrankungen bildeten seinen wissenschaftlichen Interessenschwerpunkt während seiner gesamten weiteren Laufbahn. Von 1901 bis 1903 hielt er Anatomievorlesungen an der Universität Helsinki, habilitierte sich dort 1903 für Physikalische Therapie und 1907 für Innere Medizin und ab 1908 lehrte er dort Innere Medizin. Er lehrte bis zu seinem Ruhestand 1935 an der Universität. Von 1908 bis 1935 war er Direktor der Abteilung für Innere Medizin am Diakoniekrankenhaus in Helsinki.
Im Jahr 1926 veröffentlichte von Willebrand die Arbeit Hereditär pseudohemofili, in der er das später nach ihm benannte Von-Willebrand-Syndrom beschrieb, eine erbliche Blutgerinnungsstörung, die er an einer Familie von den Åland-Inseln beobachtet hatte und die, im Unterschied zur Hämophilie, der klassischen Bluterkrankheit, auch Frauen betraf. Er nannte sie daher Hereditäre Pseudohämophilie. Von Willebrand erkannte, dass es leichte und schwere Erkrankungsfälle gab und vermutete einen dominanten Erbgang. Nachdem er 1930 zum Honorarprofessor ernannt worden war, untersuchte er in den 1930er Jahren gemeinsam mit Rudolf Jürgens nochmals die Familie von den Åland-Inseln, die danach von beiden veröffentlichten Arbeiten führten dazu, dass die Erkrankung in der Folge Von-Willebrand-Jürgens-Thrombopathie genannt wurde, Die Bezeichnung Willebrand-Jürgens-Syndrom ist heute vorwiegend im deutschsprachigen Raum weiterhin gängig, während international in der Regel von Von-Willebrand-Syndrom oder -Krankheit gesprochen wird. In den 1950er Jahren wurde ein Faktor, der die Blutungszeit verkürzt, als ursächlich an der Erkrankung beteiligt beschrieben. Dieser Faktor wurde später als Protein identifiziert und erhielt den Namen Von-Willebrand-Faktor.
von Willebrand publizierte zwischen 1899 und 1945 insgesamt 40 wissenschaftliche Arbeiten, darunter 29 in schwedischer und 11 in deutscher Sprache.